# Jimmy Carr
James Anthony Patrick Carr (født 15. september 1972) er en britisk komiker, skribent og tv-vært. Han er kendt for sin sorte humor, særlig grin og interaktioner med hecklere. Carr begyndte sin stand-upkarriere i 2000.
Efter at have etableret som stand-upkomiker begyndte Carr at optræde i flere tv-programmer på Channel 4, og han blev vært på panelshowene 8 Out of 10 Cats og 8 Out of 10 Cats Does Countdown samt The Big Fat Quiz of the Year.

## Fjernsyn
Mens han arbejde i sin fars firma, lavede Carr en film, der hed The colour of funny. Den blev ikke noget hit, men det motiverede ham kun til at begynde at lave stand-up. Carr fik senere lov til at lave et show for The Royal Variety Performance, hvor han optrådte for blandt andre dronning Elizabeth og Prins Charles.
Senere blev han vært for shows som f.eks Distraction og Your face or mine?. I 2004 sendte Carr sin første stand-up-DVD på gaden, den hed Jimmy Carr Live.
I 2005 sendte han en DVD på gaden, som hed Jimmy Carr Stand Up og i 2007 kom Jimmy Carr - Comedian på gaden. Lige nu er han vært for programmet 8 out of 10 cats, der vises på Channel 4.
Carrs gode ven komikeren David Walliams har medvirket adskillige gange i 8 out of 10 cats. Walliams samlede i 2010 et hold af kendte inklusiv ham selv, der skulle cykle fra det nordlige Skotland til det sydlige England (John O'Groats to Land's End) for at indsamle penge til Comic Relief (et stort årligt velgørenhedsarrangement i England). Carr deltog den ene af dagene (turen varede 4 dage men Carr var forhindret i at deltage de resterende dage). De andre holddeltagere var dog overraskede og imponeret over Carr indsats, da han havde joket meget omkring ikke at være i form o.l.
Carr har også været med i programmet Have I Got News For You, hvor han var på hold med Ian Hislop. Værten i den episode var Ann Widdecombe, og gennem hele afsnittet flirtede Carr med hende[kilde mangler]. Hun sagde senere: "Jeg vil aldrig nogensinde deltage i det program igen"[kilde mangler].
Carr har også deltaget i programmet Never Mind The Buzzcocks, QI og The Panel. Han har flere gange været vært ved programmer, der viser top 100 lister (f.eks "100 Greatest Britons")
I 2004 blev Carrs program "Distraction" vist i Amerika. Den 10. januar, 2006 startede anden sæson af programmet. Samme år blev han nomineret til en Rose d'Or for "Bedste tv-vært".
Da Carr besøgte det engelske program Top Gear, som den uges "Star in a Reasonably Priced Car", endte det rent faktisk med en første plads (da sæsonen sluttede, blev det en andenplads). The Stig beskrev Carr som "den dårligste bilist, de nogensinde havde haft på programmet" og "heldig at være i live"[kilde mangler]. Da han besøgte programmet igen, endte han på sidste pladsen med den dårligste tid nogensinde. Jimmy har også været vært for en Top Gear Special.
Carr også medvirket i programmet TV Heaven Telly Hell, et program om en kendts yndlings- og hade-programmer. Han lagde især vægt på hvor stor en fan, han er af Jeremy Clarkson, og hvor meget han hader den engelske voksenkanal "Babestation"[kilde mangler].
Carr har været vært for alle omgange af den årlige quiz The Big Fat Quiz Of The Year. Her er han nok mest kendt for at have givet et af holdene, bestående af Noel Fielding og Russell Brand, 22 point for et korrekt svar.
Carr medvirker faktisk på Ross Nobles Randomist, hvor man ser ham slå Ross Noble, på grund af en joke Noble lavede om, at Carr optræder 1 time og 20 minutter, hvorimod Noble selv optræder 2 en halv time. Man kan også se Carr i publikummet i nogle få sekunder en af Dara Ó Briains dvd'er.
I januar, 2008, var Jimmy Carr en "Celebrity Hijacker" i det berømte show Big Brother.
Carr er kendt for at være ekstremt meget på turne. Han er som regel på turne med et nyt show hvert år, som han turnerer meget længe med. På et tidspunkt startede han på en ny turne 4 dage efter, at den sidste sluttede. Han siger, at han gør det, fordi han elsker det.

## Privatliv
Carrs forældre er irske og kommer oprindeligt fra Limerick. Senere flyttede familien til Slough, hvor han voksede op. Han gik på Burnham Grammar School i det sydlige Buckinghamshire, hvor han også tog sin eksamen. Senere kom han ind på Royal Grammar School. Efter det tog Carr på Cambridge, hvor han fik en uddannelse i "social og politisk videnskab". Carr har 2 brødre. Den ene er 16 måneder ældre end ham, og den anden, Patrick, er 14 år yngre.
Efter han forlod Cambridge, fik han et job hos Shell, et job som Jimmy beskriver som "teknisk set verdens letteste job". 2 år efter opsagde han jobbet hos Shell og fik et nyt job i sin fars firma.

## Comedy

### Turnéer
| Titel                                           | År        |
| ----------------------------------------------- | --------- |
| Charm Offensive                                 | 2003–2004 |
| A Public Display of Affection                   | 2004–2006 |
| Gag Reflex                                      | 2006–2007 |
| Repeat Offender                                 | 2007–2008 |
| Joke Technician                                 | 2008–2009 |
| Rapier Wit                                      | 2009–2010 |
| Laughter Therapy                                | 2010–2011 |
| Gagging Order                                   | 2012–2013 |
| Funny Business                                  | 2014–2015 |
| The Best Of, Ultimate, Gold, Greatest Hits Tour | 2016–2018 |
| Terribly Funny                                  | 2019–2021 |

### Comedy specials
| Titel                                      | Udgivet          | Noter                                               |
| ------------------------------------------ | ---------------- | --------------------------------------------------- |
| Live                                       | 8 November 2004  | Live at London's Bloomsbury Theatre                 |
| Stand Up                                   | 7 November 2005  | Live at London's Bloomsbury Theatre                 |
| Comedian                                   | 5 November 2007  | Live at London's Bloomsbury Theatre                 |
| In Concert                                 | 3 November 2008  | Live at London's Bloomsbury Theatre                 |
| Telling Jokes                              | 2 November 2009  | Live at London's Bloomsbury Theatre                 |
| Making People Laugh                        | 8 November 2010  | Live at Glasgow's Clyde Auditorium                  |
| Being Funny                                | 21 November 2011 | Live at Birmingham's Symphony Hall                  |
| Laughing and Joking                        | 18 November 2013 | Live at London's Hammersmith Apollo                 |
| Funny Business                             | 18 March 2016    | Netflix special Live at London's Hammersmith Apollo |
| The Best Of, Ultimate, Gold, Greatest Hits | 12 March 2019    | Netflix special Live at Dublin's Olympia Theatre    |

## Filmografi

### Film
| År   | Titel                            | Rolle              |
| ---- | -------------------------------- | ------------------ |
| 2006 | Alien Autopsy                    | Garys chef         |
| 2006 | Confetti                         | Antony             |
| 2006 | Stormbreaker                     | John Crawford      |
| 2007 | I Want Candy                     | Ansat i videobutik |
| 2009 | Telstar                          | Gentleman          |
| 2016 | The Comedian's Guide to Survival | Sig selv           |
| 2016 | Magik                            | Jacob (stemme)     |

### Tv
| År                      | Titel                                  | Rolle                | Kanal                                              |
| ----------------------- | -------------------------------------- | -------------------- | -------------------------------------------------- |
| 2002–2003, 2017–present | Your Face or Mine?                     | Medvært              | E4 (2002–2003) Comedy Central (2017—)              |
| 2003–2004               | Distraction                            | Vært                 | Channel 4                                          |
| 2003                    | Have I Got News for You                | Gæstevært            | BBC One                                            |
| 2004–present            | The Big Fat Quiz of the Year           | Vært                 | Channel 4                                          |
| 2005–present            | 8 Out of 10 Cats                       | Vært                 | Channel 4 (2005–2015) More4 (2016–2017) E4 (2017—) |
| 2005                    | The Friday Night Project               | Vært                 | Channel 4                                          |
| 2007                    | Live at the Apollo                     | Gæsteoptræden (3x02) | BBC One                                            |
| 2008                    | Commercial Breakdown                   | Vært                 | BBC One                                            |
| 2010                    | Channel 4's Alternative Election Night | Medvært              | Channel 4                                          |
| 2010–2011               | A Comedy Roast                         | Vært                 | Channel 4                                          |
| 2011–2013               | 10 O'Clock Live                        | Medvært              | Channel 4                                          |
| 2012–present            | 8 Out of 10 Cats Does Countdown        | Vært                 | Channel 4                                          |
| 2014, 2015              | Sunday Night at the Palladium          | Gæstevært            | ITV                                                |
| 2015–2017               | Drunk History                          | Fortæller            | Comedy Central                                     |
| 2016                    | Comedy Central Roast of Rob Lowe       | Sig selv             | Comedy Central                                     |
| 2018–present            | Roast Battle                           | Vært                 | Comedy Central                                     |
| 2018–present            | The Fix                                | Vært                 | Netflix                                            |
| 2019                    | The Inbetweeners Fwends Reunited       | Vært                 | Channel 4                                          |
| 2020                    | Blankety Blank Christmas Special 2020  | Deltager             | BBC One                                            |
| 2020                    | Back to the 2010s with Jimmy Carr      | Vært                 | Channel 4                                          |

Gæsteoptræden
- QI (2003–2020)
- A League of Their Own (2010–2017)
- Deal or No Deal (2012)
- Was it Something I Said? (2013)
- Through the Keyhole (2014, 2015, 2017)
- Top Gear (2003, 2006)
- Celebrity Juice (2014–2019)
- Alan Davies: As Yet Untitled (2015, 2017)
- Celebrity Squares (2015)
- Celebrity Benchmark (2015)
- Crackanory (2015)
- Virtually Famous (2016, 2017)
- The Tonight Show Starring Jimmy Fallon (2016)
- @midnight (2016)
- Chelsea (2016)
- The Chase: Celebrity Special (2016)
- Tipping Point: Lucky Stars (2016)
- The Grand Tour (2016)
- Play to the Whistle (2017)
- Catchphrase: Celebrity Special (2018)
- Room 101 (2018)

### Bøger
- 2004, Distraction Quiz Book (forord)
- 2006, with Lucy Greeves, The Naked Jape: Uncovering the Hidden World of Jokes (UK), eller Only Joking: What's So Funny About Making People Laugh (USA)